# Aenigmatiet
Het mineraal aenigmatiet is een natrium-ijzer-titanium-silicaat met de chemische formule Na2Fe2+5TiO2Si6O18. Het behoort tot de inosilicaten. De hardheid op de schaal van Mohs is 5,5 tot 6.
De kleur is fluweelzwart met een roodbruine streepkleur.

## Naamgeving
Aenigmatiet en de typelocatie, de Ilimaussaq-intrusie in de omgeving van de Kangerlussuaq-fjord in Zuidwest-Groenland, werden voor het eerst beschreven in 1865 door August Breithaupt (1791–1873). De naam is afgeleid van het Oudgrieks ainigma (αἴνιγμα),'raadsel', en verwees naar de oorspronkelijk niet-duidelijke chemische samenstelling.

## Klassificatie
In de vanaf het jaar 2001 geldende classificatie van Strunz van de International Mineralogical Association (IMA) wordt aenigmatiet ingedeeld in de afdeling „keten- en bandsilikaten“. Daarbij is dit mineraal op grond van zijn kristalstructuur in de onderafdeling enkelvoudige viervlakketens te vinden. De classificatie volgens Dana deelt aenigmatit eveneens in bij de klasse „Silikate und Germanate“. Daarbinnen is het naamgever van de groep „Aenigmatit und verwandte Arten (Aenigmatit-Untergruppe)“ met systeemnummer 69.02.01a.

## Vindplaatsen
Aenigmatiet is een vrij zeldzaam mineraal. De volgende vindplaatsen zijn bekend:
- Narsaarsuk en elders in Groenland.
- De Chibinen en het Lovozeromassief, alkaliene bergruggen op het schiereiland Kola, Rusland
- Het Jenisejgebergte, Rusland
- Pantelleria, vulkanisch eiland, Italië
- In de Verenigde Staten: Granite Mountain (Arkansas), nabij Little Rock, Arkansas, en Santa Rosa (Californië), Sonoma County (Californië).
- In Australië: bij de Warrumbunglevulkaan, de Nandewarvulkaan en het Mount Warning complex, New South Wales; en in de Peak Range Province, Queensland.
- In Canada: bij Mount Edziza, het Ilgachuzgebergte en de Rainbow Range (Kustgebergte)
- Nieuw-Zeeland, Logan Point quarry, Dunedinvulkaan